# تشنغ جي
تشنغ جي (بالصينية: 郑集) مواليد 6 مايو 1900 في سيتشوان، سلالة تشينغ - وتوفي في 29 يوليو 2010 في نانجينغ، جيانغسو، الصين، هو عالم وخبير تغذية وكيميحيوي صيني. اشتُهر بأنه أقدم أستاذ في العالم ومؤسس علم التغذية الحديثة في الصين. عاش حتى سن 110 أعوام.